# Rio Drâslea
O Rio Drâslea é um rio da Romênia, afluente do Jijia, localizado no distrito de Botoşani.